# Gato-da-selva
O gato-da-selva (Felis chaus), também chamado de lince-do-pântano, é um pequeno gato com uma cauda bastante curta. Conta com cerca de 70 cm de comprimento e mais 30 cm de cauda. Dependente nas subespécies a coloração da pele é cinza-amarelada à marron-avermelhado. Enquanto listras verticais são visíveis na pelagem dos gatinhos, essas listras desaparecem nos gatos adultos. Devido as pontas das orelhas e as longas patas estes gatos lembram um pequeno lince (portanto o nome "Lince do pântano").

## Distribuição
Estes gatos estão distribuídos sobre o Egito, Oeste da Ásia, Índia, Sri Lanka e Sudeste da Ásia. Eles habitam vários habitats, por exemplo savanas, floresta tropical seca e as plantações ao longo dos rios e lagos, mas, ele não é encontrado em selvas. Em algumas áreas o Gato-da-selva vem junto aos vilarejos e pode viver em casas abandonadas. Os Gatos da selva vivem em altitudes acima de 2500 m, mas, é mais comum nas terras baixas. O Gato-da-selva caça durante o dia por roedores, rãs e pássaros. Aqueles gatos que vivem próximo da água são hábeis para nadar e mergulhar em busca de peixes. Esta espécie pode ser hibridizada com o gato doméstico, produzindo uma raça doméstica chamada Chausie. Durante a estação de acasalamento, os machos "ladram", soando como um grande cão. Em cativeiro, os machos têm sido observados ser muito protetores de sua prole, mais que as fêmeas de sua própria espécie, ou machos de outras espécies.
Esta espécie é freqüentemente valorizada por não estar em perigo e tem por tanto sido ignorada como uma espécie rara. De fato, em anos recentes um quadro mais esclarecido mostrou esta espécie pode bem estar entre a mais rara dos pequenos gatos na Ásia, e definitivamente a mais rara por que não existe proteção dentro da maior parte da corrente distribuição. As espécies supostamente raras estão no território marginal africano. É também supostamente mais raro através do Oriente Médio, onde sua abundante caçada e envenenamento (os recentes recordes só da Jordânia é de envenenamento de animais) e é provavelmente que esta espécie é escassa na maioria das partes do Oriente Médio. As espécies são supostamente comum no Cáucaso, embora seja abundantemente caçado por sua pele.

## Subspécies
- Felis chaus affinis (Gray, 1830)
- Felis chaus kutas (Pearson, 1832)
- Felis chaus furax (de Winton, 1898)
- Felis chaus nilotica (de Winton, 1898)
- Felis chaus fulvidina (Thomas, 1929)
- Felis chaus maimanah (Zukowsky, 1915)
- Felis chaus prateri (Pocock, 1939)
- Felis chaus kelaarti (Pocock, 1939)
- Felis chaus oxiana (Heptner, 1969)